# Melanagromyza buccalis
Melanagromyza buccalis är en tvåvingeart som beskrevs av Spencer 1969. Melanagromyza buccalis ingår i släktet Melanagromyza och familjen minerarflugor. Inga underarter finns listade i Catalogue of Life.